# Apocephalus reburrus
Apocephalus reburrus är en tvåvingeart som beskrevs av Brown 2002. Apocephalus reburrus ingår i släktet Apocephalus och familjen puckelflugor.
Artens utbredningsområde är Colombia. Inga underarter finns listade i Catalogue of Life.